# پیش‌قراولان (لنینیسم)
در لنینیسم پیش‌قراولان گروهی از پرولتاریا هستند که نسبت به دیگران آگاهی سیاسی بیشتری دارند. اینان گروه‌ها و سازمان‌هایی تشکیل می‌دهند تا باقی اعضای طبقه کارگر را به سوی پیروزی انقلاب رهبری کنند.